# Референдум в Словакии (1997)
Референдум в Словакии 1997 года — второй референдум в истории Словакии. Он состоялся 23 и 24 мая 1997 года и предлагал избирателям ответить на четыре вопроса: 1) должна ли страна вступить в НАТО; 2) можно ли размещать ядерное оружие в Словакии; 3) можно ли размещать иностранные военные базы в Словакии; 4) должен ли президент Словакии избираться непосредственно гражданами Словакии. Последний вопрос попал на референдум исключительно благодаря стараниям оппозиции, но правительство его вычеркнуло из итогового списка в самый последний момент.
Референдум провалился из-за рекордно низкой явки (не более 9,53 % избирателей) и был признан несостоявшимся.

## Вопросы
1. Вы за вступление Словацкой Республики в НАТО? (словац. Ste za vstup SR do NATO?)[1]
2. Вы за размещение ядерного оружия на территории Словацкой Республики? (словац. Ste za rozmiestnenie jadrových zbraní na území SR?)[1]
3. Вы за размещение иностранных военных баз на территории Словацкой Республики? (словац. Ste za rozmiestnenie vojenských základní na území SR?)[1]
4. Согласны ли вы с тем, что президент Словацкой Республики должен избираться непосредственно гражданами Словацкой Республики, согласно предложенной поправке в Конституцию? (словац. Súhlasíte, aby prezidenta SR volili občania SR podľa priloženého návrhu ústavného zákona priamo?)[1]

## Причины составления вопросов
Первый вопрос был предложен непосредственно правительством: премьер-министр Словакии Владимир Мечьяр считал, что Словакия быстрыми темпами превращается в страну-изгоя и НАТО могла отказаться от принятия такого члена в свои ряды. Второй и третий вопрос вытекали непосредственно из первого, но были поставлены так, что избирателям было бы психологически неприятно давать на них положительные ответы.
Четвёртый вопрос на референдум протолкнула оппозиция. Изначально Президент избирался путём голосования в Национальном Совете Словацкой Республики: для победы необходимо было набрать не менее 3/5 голосов. Однако поляризация словацкой политики при Мечьяре привела к тому, что никто из кандидатов не набрал бы заветной доли. В июне 1998 года, когда к концу подходил президентский срок Михала Ковача, противники Мечьяра решили избежать запустения в президентском кресле, которое могло бы фактически сосредоточить всю власть в руках Мечьяра. Оппозиция рассчитывала ввести систему выборов Президента народом в двух раундах: два кандидата с наибольшим числом голосов выходили бы в следующий раунд, и за счёт голосов от выбывших кандидатов оппозиция надеялась не дать Мечьяру победить на выборах.

## Срыв референдума
Ковач, желая достичь заветной явки в 50 % избирателей, решил провести оба референдума в один день, но Правительство подало жалобу в Конституционный суд, заявив, что референдум не может быть обязательным, а суть четвёртого вопроса недостаточно разъяснена, что противоречило закону о референдуме № 564/1992, и вообще предложив отменить президентские выборы. Суд вынес решение, что постановка вопроса не влияет на сам референдум и что вычеркнуть четвёртый вопрос, который был внесён в список Президентом, уже нельзя. Правительство, несмотря на это, стало распространять бюллетени для голосования, в которых было только три вопроса, но на некоторых участках такие бюллетени отказались принимать.
Оппозиция, возмущённая такими действиями Правительства, призвала бойкотировать референдум. В итоге на голосование пришло всего 9,5 % избирателей (при требуемых 50 %), и референдум был признан несостоявшимся. 26 мая 1997 в отставку ушёл министр иностранных дел Павол Гамжик в знак протеста против действий Правительства. В июле 1997 года НАТО заявила, что Словакию они не называли страной-кандидатом на вступление, а вскоре и Европейская комиссия отказалась приглашать Словакию в Европейский союз, поскольку та не соответствовала «демократическим критериям».